# Surgidero de Batabanó
Surgidero de Batabanó är en ort i Kuba.   Den ligger i provinsen Provincia Mayabeque, i den västra delen av landet, 50 km söder om huvudstaden Havanna. Surgidero de Batabanó ligger 6 meter över havet och antalet invånare är 25 664.
Terrängen runt Surgidero de Batabanó är mycket platt. Havet är nära Surgidero de Batabanó åt sydost.  Surgidero de Batabanó är det största samhället i trakten. 